# Дурмитор
Дурмитор (на черногорски: Durmitor) е планински масив в Черна гора, съставна част на Динарските планини. Най-висок връх Боботов кук 2522 m. Масивът е разположен между дълбоките каньоновидни долини на река Тара на север и североизток и левият ѝ приток Пива на запад. На юг и югоизток чрез високи седловини се свързва с планините Трескавац и Синяевина. Изграден е предимно от варовикови скали, в които изразително са представени карстовите форми на релефа. Целият масив е силно разчленен от дълбоки ждрела и каньони, образувани от притоците на Тара и Пива. Склоновете му са покрити с широколистни и иглолистни гори.

## Етимология на името
Името Дурмитор навярно произлиза от римляните или романизираните народи останали на Балканския полуостров. Смята се, че означава спящ. Друга версия за произхода на името е свързана с келтите и името се превежда като планина с вода.

## Национален парк „Дурмитор“
През 1952 е основан национален парк с това име, който освен едноименната планина включва и каньоните на Тара, Сушица и Драга, както и високата част от платото Комарница. Площта му е над 390 km2. Паркът е признат от ЮНЕСКО за световно наследство през 1980 г. Част от парка е и каньона на река Тара.

## Туризъм
Районът на Дурмитор е основата на черногорския планински туризъм, като основно туристическо селище е град Жабляк, който е център на зимните спортове в страната. През зимата се практивуват скиорство и сноуборд. През лятото основно планинско катерене. Известен е и с 18-те си ледникови езера.